# قناة كلان
قناة كلان هي قناة تلفزيونية إسبانية للأطفال تابعة للتلفزيون الإسباني أُطلقت في 12 ديسمبر 2005.